# A Camp (musikalbum)
A Camp är det första självbetitlade studioalbumet av A Camp, släppt 2001.  Det släpptes två singlar från albumet, "I Can Buy You" och "Song for the Leftovers". 
För albumet fick de även en Grammis i kategorin "Årets album". 

## Låtlista
Alla låtar av Nina Persson och Niclas Frisk, om inte annat anges.
1. "Frequent Flyer" (Nina Persson, Nathan Larson) – 3:22
2. "I Can Buy You" – 3:49
3. "Angel of Sadness" – 4:22
4. "Such a Bad Comedown" – 3:59
5. "Song for the Leftovers" – 3:38
6. "Walking the Cow" (Daniel Johnston) – 3:04
7. "Hard as a Stone" – 2:28
8. "Algebra" (Nina Persson) – 3:33
9. "Silent Night" – 4:42
10. "The Same Old Song" – 5:33
11. "The Oddness of the Lord" – 3:28
12. "Rock 'n' Roll Ghost" (Westerberg) – 3:59
13. "The Bluest Eyes in Texas" (Van Stephenson, Dave Robbins, Tim DuBois) – 5:04
14. "Elephant" (Nina Persson, Mark Linkous) – 4:19

"The Bluest Eyes in Texas" producerades av Nathan Larson. "Rock 'n' Roll Ghost" producerades av Niclas Frisk. Övriga låtar är producerade av Mark Linkous.

## Listplaceringar
| Lista (2001-2002) | Topplacering |
| ----------------- | ------------ |
| Sverige           | 1            |